# نيكلاس كروزار
نيكلاس كروزار (بالألمانية: Niklas Kreuzer)‏ هو لاعب كرة قدم ألماني في مركز ظهير ‏، ولد في 20 فبراير 1993 في ميونخ في ألمانيا. شارك مع منتخب ألمانيا تحت 16 سنة لكرة القدم ومنتخب ألمانيا تحت 17 سنة لكرة القدم ومنتخب ألمانيا تحت 20 سنة لكرة القدم. أما مع النوادي، فقد لعب مع دينامو درسدن ونادي بازل.

## وصلات خارجية
- نيكلاس كروزار على موقع قاعدة بيانات كرة القدم.إي يو (الإنجليزية)
- نيكلاس كروزار على موقع بيانات كرة القدم. دي إي (الألمانية)
- نيكلاس كروزار على موقع Soccerway.com (الإنجليزية)
- نيكلاس كروزار على موقع عالم كرة القدم.نت (الإنجليزية)